# M-45

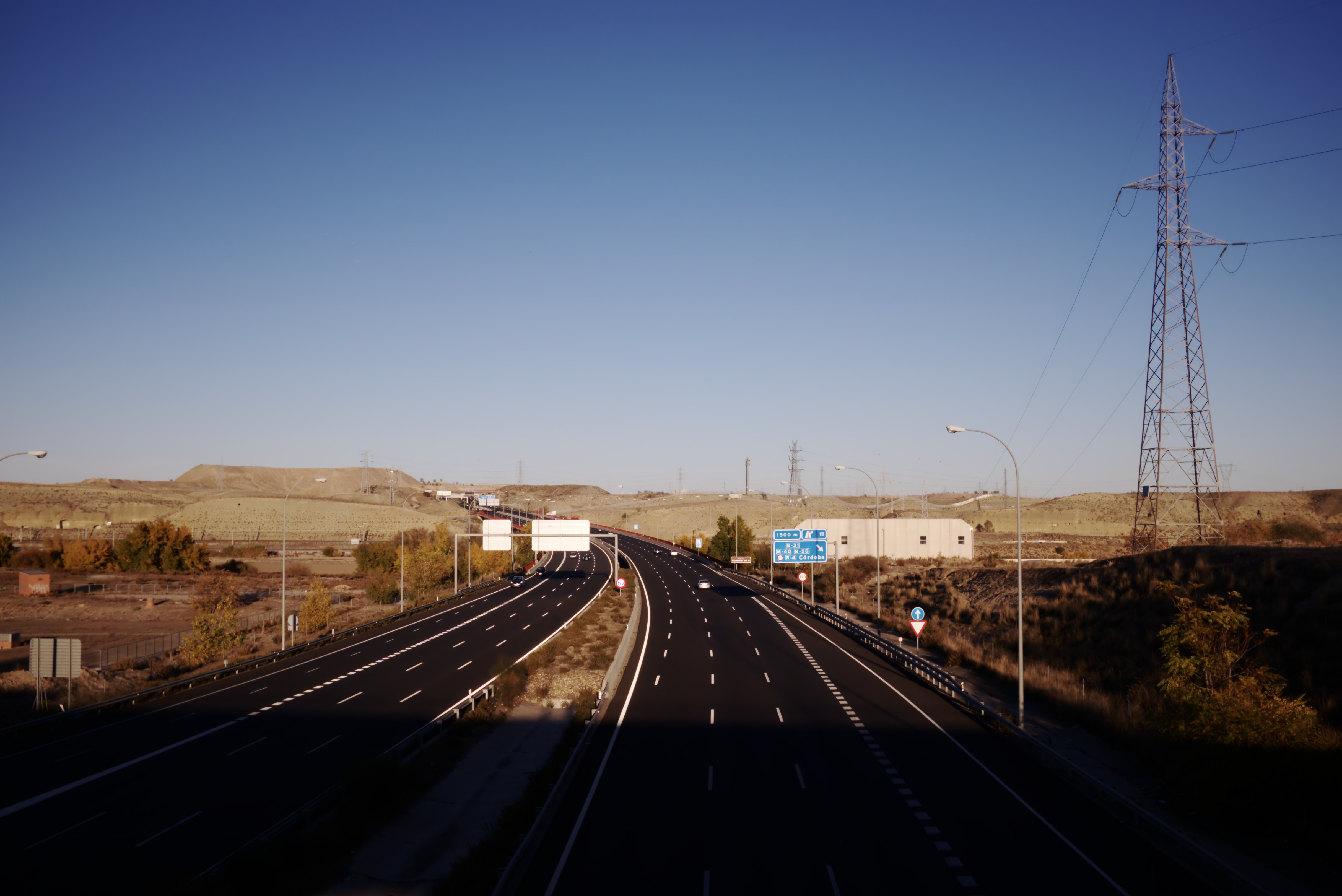
Autopista M-45 desde el puente de la M-301

La M-45 es una autopista de circunvalación perteneciente a la Red Principal de la Comunidad de Madrid (España), con una longitud de 34,8 km. Transcurre desde la autopista M-40, en el distrito madrileño de Carabanchel, en la salida 28-B, hasta el municipio de San Fernando de Henares, donde se une con la autopista M-50. Esta autopista conecta entre sí cinco autovías y autopistas: R-3, A-3, A-4, A-42 y R-5.
La M-45 fue considerada como la mejor carretera madrileña, en cuanto a seguridad y fluidez, en una encuesta realizada en 2003 por la Consejería de Obras Públicas, Urbanismo y Transportes de la Comunidad de Madrid. Fue además de las primeras carreteras en usar el sistema de financiación conocido como «peaje en la sombra», dando pie a la realización de estudios jurídicos sobre dicha figura.
El 7 de junio de 2012, la presidenta regional, Esperanza Aguirre, anunció que, antes de finales de 2012, esta autopista sería de peaje directo debido a los altos costes de mantenimiento que tiene y los problemas económicos del gobierno regional, algo que finalmente no entró en vigor. La Comunidad de Madrid paga 8 céntimos por kilómetro y coche, y 2,64 euros por cada vehículo que transita por toda la vía (2012).

## Planificación y construcción
La autopista se dividió para su construcción en tres tramos, que sumaban un total de 37 kilómetros, adjudicándose cada tramo a una Unión Temporal de Empresas diferente. La adjudicación se realizó mediante procedimiento negociado y la construcción fue financiada mediante el llamado peaje en la sombra.
Inaugurada el 14 de marzo de 2002, poco después circulaban por ella una media de 72 000 vehículos, descongestionando la M-40 y M-50 en 40 000 automóviles. En 2011 registró una intensidad media diaria de 96 913 vehículos al día en su tramo más concurrido, entre Leganés y Getafe.
El uso del peaje en la sombra como medio de financiación ha sido polémico. El grupo de Izquierda Unida en la Asamblea de Madrid sostiene que supone un importante incremento para el gasto público. Según un informe que realizaron, el coste en 25 años de la obra de la autovía ascendería a 1838 millones de euros, mientras que la ejecución directa no hubiera excedido de los 600 millones. La consejería responsable, gobernada por el Partido Popular, defendió el sistema y afirmó que el propio Ministerio de Fomento planeaba usarlo.

## Intensidad Media Diaria (IMD)
El detalle de la Intensidad Media Diaria del año 2012, según el "Estudio de Gestión del Tráfico en las carreteras de la Comunidad de Madrid" publicado por la Comunidad de Madrid, es el siguiente:
| km    | Intensidad media diaria | % vehículos pesados | Ubicación del P.K. de medición                   |
| ----- | ----------------------- | ------------------- | ------------------------------------------------ |
| 3,5   | 62 751                  | 9,62                | Entre M-40 y el enlace en Leganés                |
| 6,52  | 96 913                  | 10,84               | Entre los enlaces en Leganés y Getafe/Villaverde |
| 8,45  | 89 916                  | 11,40               | Entre los enlaces en Getafe/Villaverde y A-4     |
| 10,23 | 63 270                  | 11,11               | Entre los enlaces con A-4 y M-301                |
| 12,98 | 59 124                  | 13,39               | Entre los enlaces con M-301 y PAU Vallecas       |
| 17,83 | 59 197                  | 14,36               | Entre los enlaces en el PAU Vallecas y A-3       |
| 19,77 | 55 748                  | 14,18               | Entre los enlaces con A-3 y M-203                |
| 25,75 | 54 418                  | 10,21               | Entre los enlaces con M-203 y M-206              |
| 29,15 | 87 260                  | 19,49               | Entre los enlaces con M-206                      |
| 32,25 | 90 081                  | 19,98               | Entre el enlace con San Fernando-Torrejón y A-2  |

## Tramos
| Denominación | Tramo | Kilómetros | Año servicio |
| ------------ | --- | ---------- | ------------ |
| M-45         | Buenavista (Madrid) M-40 - San Fernando de Henares M-50 Tramo original: El Bercial (Getafe) A-42 - Villaverde Alto (Madrid) A-4 Tramo completo: Buenavista (Madrid) M-40 - San Fernando de Henares M-50 | 3 37       | 1994 2002    |

## Salidas
| Elemento | Nombre de salida (sentido horario)/Ver de arriba-abajo            | Número de salida | Nombre de salida (sentido antihorario)/Ver de abajo-arriba                               | Carretera que enlaza | Notas                                                                             |
| -------- | ----------------------------------------------------------------- | ---------------- | ---------------------------------------------------------------------------------------- | -------------------- | --------------------------------------------------------------------------------- |
|          | M-40                                                              |                  | Madrid Continúa por M-40 Dirección Badajoz                                               | M-40                 | Carabanchel                                                                       |
|          | Leganés Vía Lusitana avenida de Carabanchel Alto Toledo - Badajoz | 2                | Toledo - Badajoz - Leganés                                                               | R-5 M-425            | Carabanchel                                                                       |
|          | Vía Lusitana                                                      | 2A               | Móstoles - Toledo - Badajoz                                                              | M-425 R-5            | Salida continua tras el final del carril de deceleración. Carabanchel             |
|          | Leganés                                                           | 2B               | Leganés                                                                                  | M-425                | Salida continua tras el final del carril de deceleración. Carabanchel             |
|          | avenida de Carabanchel Alto                                       | 2C               |                                                                                          | M-421                | Salida continua tras el final del carril de deceleración. Carabanchel             |
|          | Toledo - Leganés Centro Comercial                                 | 6                | Centro Comercial Toledo - Getafe - Villaverde                                            | A-42 M-402           | División de salidas en sentido antihorario muy cercas                             |
|          |                                                                   | 7                | Centro Comercial - Getafe - Villaverde - Madrid                                          | A-42                 |                                                                                   |
|          |                                                                   | 9 A-B            | Centro Comercial - Córdoba - Madrid - San Martín de la Vega - Parque Warner              | E-5 A-4 M-301        |                                                                                   |
|          | Córdoba - Madrid - San Martín de la Vega - Parque Warner          | 11               |                                                                                          | E-5 A-4 M-301        |                                                                                   |
|          |                                                                   | 15               | M-40 M-50 R-4 Córdoba                                                                    | M-31                 |                                                                                   |
|          |                                                                   | 17               | Madrid - Valencia - Ensanche de Vallecas                                                 | E-901 A-3            |                                                                                   |
|          | M-40 M-50 R-4 Córdoba                                             | 15               |                                                                                          | M-31                 |                                                                                   |
|          |                                                                   | 20               | Vallecas - Mejorada del Campo - Vicálvaro                                                | M-203                |                                                                                   |
|          | Madrid - Valencia - Ensanche de Vallecas                          | 17               |                                                                                          | E-901 A-3            |                                                                                   |
|          | Vallecas - Mejorada del Campo - Vicálvaro                         | 20               |                                                                                          | M-203                |                                                                                   |
|          | Madrid Valencia                                                   | 22               | Madrid - Valencia                                                                        | R-3                  |                                                                                   |
|          | Coslada                                                           | 25               | Coslada                                                                                  |                      |                                                                                   |
|          | Mejorada del Campo - San Fernando de Henares                      | 25               | Mejorada del Campo - San Fernando de Henares                                             | M-203 M-206          | Salida peligrosa de las vías centrales al lateral, al no existir carril continuo. |
|          | R-3 Valencia A-3 E-901 Valencia A-4 A-42                          |                  |                                                                                          | M-50                 |                                                                                   |
|          |                                                                   | 33               | Madrid - Zaragoza Aeropuerto Feria de Madrid                                             | E-90 A-2             |                                                                                   |
|          |                                                                   | 32               | M-40 Feria de Madrid Aeropuerto - Zaragoza - San Fernando de Henares - Torrejón de Ardoz | M-21 E-90 A-2 M-206  | Salida por las calzadas centrales                                                 |
|          | Continúa por M-50                                                 |                  | M-50                                                                                     | M-50                 |                                                                                   |

## Concesionarias
La concesión se divide en tres tramos. La remuneración a las concesionarias se realiza por el método de peaje en sombra.
| Tramo     | Fin de concesión | Concesionaria                                              | Accionistas                      | Porcentaje |
| --------- | ---------------- | ---------------------------------------------------------- | -------------------------------- | ---------- |
| Tramo I   | 2012             | Concesiones de Madrid, S.A.                                | Globalvia Infraestructuras, S.A. | 100%       |
| Tramo II  | 2019             | Autopista Trados-45, S.A.                                  | Iberpistas                       | 50%        |
| Tramo II  | 2019             | Autopista Trados-45, S.A.                                  | Finavías                         | 50%        |
| Tramo III | 2019             | Euroglosa 45 Concesionaria de la Comunidad de Madrid, S.A. | OHL                              | 100%       |